# Ödlesköld
Ödlesköld (Alocasia longiloba) är en kallaväxtart som beskrevs av Friedrich Anton Wilhelm Miquel. Ödleskölden ingår i släktet Alocasia och familjen kallaväxter. Inga underarter finns listade.

## Bildgalleri

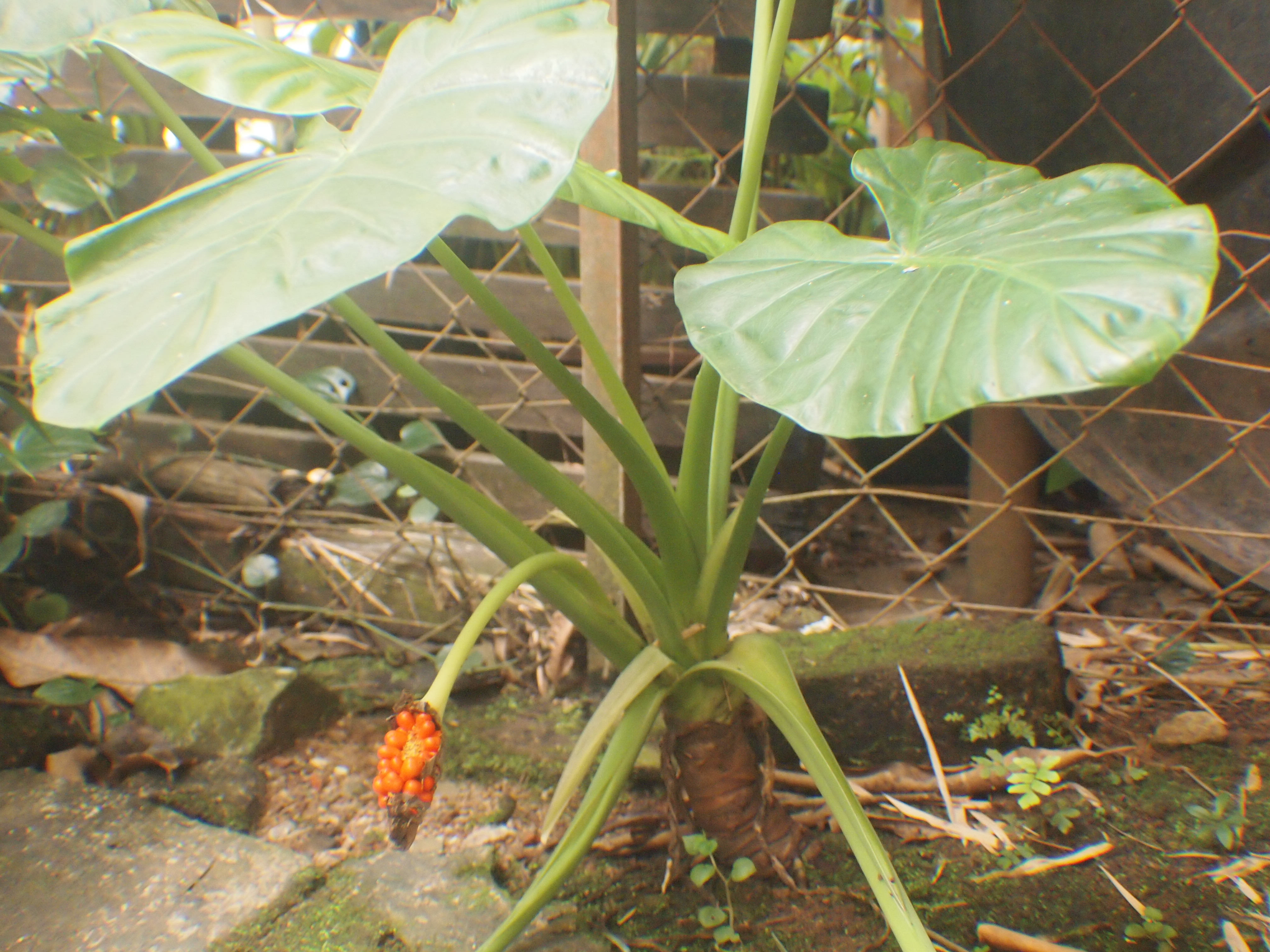